# Waterloo Warriors 2019
Questa voce raccoglie le informazioni riguardanti i Waterloo Warriors nelle competizioni ufficiali della stagione 2019.

## BAFL National Division 2019

### Stagione regolare
| Waterloo 17 febbraio 2019, ore 15:00 | Andenne Bears | 38 – 6 (6-0 23-0 3-0 6-6) | Waterloo Warriors |  |

| Waterloo 3 marzo 2019, ore 14:00 | Waasland Wolves | 0 – 30 | Waterloo Warriors |  |

| Izegem 31 marzo 2019, ore 15:00 | Waterloo Warriors | 0 – 48 | Izegem Tribes |  |

| Waterloo 14 aprile 2019, ore 14:00 | Mons Knights | 12 – 10 | Waterloo Warriors |  |

| Waterloo 21 aprile 2019, ore 14:00 | Grez-Doiceau Fighting Turtles | 7 – 14 | Waterloo Warriors |  |

| Andenne 12 maggio 2019, ore 12:00 | Ghent Gators | 52 – 0 | Waterloo Warriors | Andenne Arena |

| Izegem 19 maggio 2019, ore 12:00 | Leuven Lions | 12 – 35 | Waterloo Warriors |  |

## Statistiche di squadra
| Competizione | %Vittorie | In casa | In casa | In casa | In casa | In casa | In casa | In trasferta | In trasferta | In trasferta | In trasferta | In trasferta | In trasferta | Totale | Totale | Totale | Totale | Totale | Totale |
| Competizione | %Vittorie | G       | V       | N       | P       | Pf      | Ps      | G            | V            | N            | P            | Pf           | Ps           | G      | V      | N      | P      | Pf     | Ps     |
| ------------ | --------- | ------- | ------- | ------- | ------- | ------- | ------- | ------------ | ------------ | ------------ | ------------ | ------------ | ------------ | ------ | ------ | ------ | ------ | ------ | ------ |
| Campionato   | .333      | 1       | 0       | 0       | 1       | 0       | 48      | 5            | 2            | 0            | 3            | 65           | 121          | 6      | 2      | 0      | 4      | 65     | 169    |
| Totale       | .333      | 1       | 0       | 0       | 1       | 0       | 48      | 5            | 2            | 0            | 3            | 65           | 121          | 6      | 2      | 0      | 4      | 65     | 169    |